# Merogyrus rotundiceps
Merogyrus rotundiceps är en skalbaggsart som beskrevs av Henry Clinton Fall 1907. Merogyrus rotundiceps ingår i släktet Merogyrus och familjen Aphodiidae. Inga underarter finns listade i Catalogue of Life.